# Wheatley Carr Booth
Wheatley Carr Booth var en civil parish från 1866 till 1935 då den blev en del av Old Laund Booth, i grevskapet Lancashire, i England. Civil parish var belägen 5 km från Burnley och hade 41 invånare år 1931.